# BC Cygni
Désignations
BC Cygni (BC Cyg / HIP 100404 / BD+37 3903) est une étoile variable de la constellation du Cygne de dixième magnitude. Elle est considérée comme un membre de l'association stellaire Cygnus OB1, et en son sein de l'amas ouvert Berkeley 87 (en), ce qui la placerait à une distance d'environ 1 500 pc (∼4 890 al) du système solaire ; cependant, selon la mesure de la parallaxe par le satellite Hipparcos (1,20 milliseconde d'arc), BC Cygni est à un peu plus de ∼ 2 700 a.l. (∼ 828 pc). Gaia DR2 fournit une parallaxe de 0,75 ± 0,10 mas, ce qui correspond à une distance d'environ 1 330 pc (∼4 340 al).

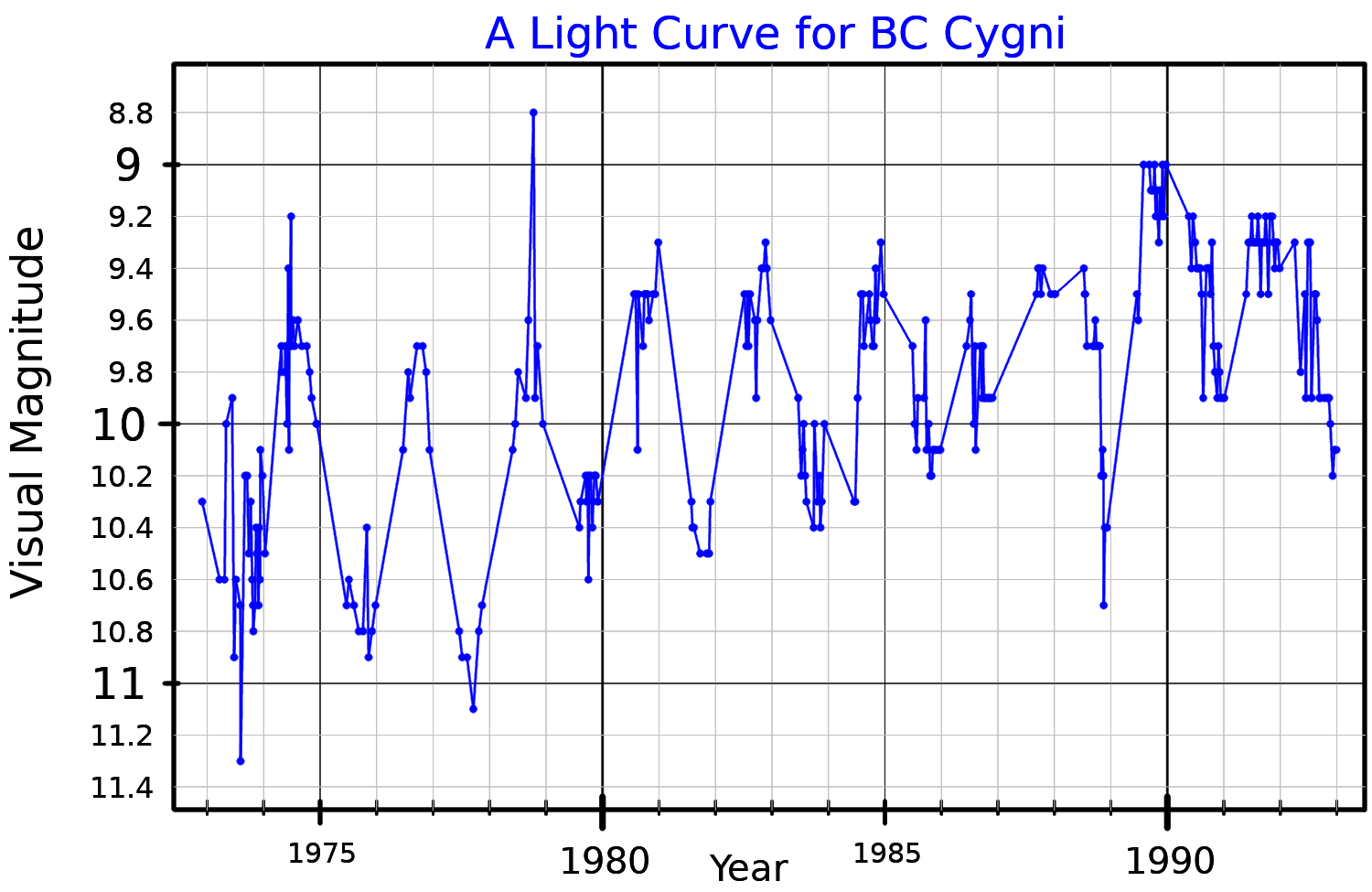
Courbe de lumière en bande visible de BC Cygni, issue des données de l'AAVSO.

BC Cygni est une supergéante rouge de type spectral M3I avec une température effective de 3 570 K. Elle est l'une des plus grandes étoiles connues, avec une fourchette comprise entre 1140 et 1230 (1185) rayons solaires, soit un rayon égal à 5,7 UA. Si elle était à la place du Soleil, l'orbite de la planète Jupiter serait même englobée dans l'étoile. Cependant, elle est dépassée en taille par d'autres étoiles de notre Galaxie comme VY Canis Majoris, VV Cephei ou UY Scuti, ou par WOH G64 dans le Grand Nuage de Magellan. Avec une masse d'environ 20 masses solaires, on estime que sa perte de masse stellaire en poussière, sans prendre en compte les gaz atomiques et moléculaires, est de 3,2 × 10-9 masses solaires par an. Cette masse est une indication que cette étoile finira par exploser en supernova.
BC Cygni est une variable pulsante semi-régulière de type SRc. Sa luminosité varie entre les magnitudes 9,0 et +10,8 avec une période de 720 ± 40 jours. Entre 1900 et 2000, sa luminosité moyenne semble avoir augmenté de 0,5 magnitude.